# Žižkovi tévétorony
A Žižkovi tévétorony (csehül: Žižkovský vysílač) egy televíziós adótorony Prága Žižkov városrészében. 1985 és 1992 között épült Václav Aulický építész és Jiří Kozák szerkezetmérnök tervei alapján. Magassága 216 méter. Az építmény a high-tech építészet egyik ismert példája.
A torony külső részén kaptak helyet az ún. „Babák”, 10 darab, üvegszálas anyagból készült, csecsemőket formáló szobor, melyek David Černý alkotásai.

## Jellemzői
A torony formaterve nem szokványos, háromszög alakú alaprajza mentén acél oszlopok törnek a magasba, ezzel ez az egyike annak a mindössze három tévétoronynak a világon, amelyek három pillérre épültek (a másik kettő az Avalai tévétorony, valamint a Rigai tévétorony). A három acéloszlop valójában három dupla falú cső, melyek betonnal vannak feltöltve. Az építmény alsó felén három, egyenként 3-3 "kabinból" álló szint található, ebből kettő látogatói szint, a felső szint három emeletén pedig átjátszókészülékek és egyéb eszközök helyezkednek el, ez a rész nem látogatható.
A három oszlop egyike jelentősen magasabb mint a másik kettő, ez adja az építmény 216 méteres magasságát és rakétát idéző formáját, és ebben a magasságban találhatóak meg a műsorszóráshoz szükséges jeladó-antennák.
A látogatói szinteken étterem és kávézó (63−66 méteres magasságon), szálloda (70 méteren) és kilátószint (93 méteren) üzemel. Az utasokat három lift szállítja 4 m/s sebességgel. 2013 februárjában egy új, egyszobás luxushotelt is nyitottak a toronyban, ahonnét panoráma nyílik a városra.
A torony megépítése 19 millió dollárba került. Tömege 11 800 tonna, és meteorológiai mérésekre is használják. Tagja a "World Federation of Great Towers" nevű, magas építményeket tömörítő szervezetnek. 2006 óta, Žižkov várossá nyilvánításának 125., illetve a torony átadásának 15. évfordulója óta minden éjjel más színekben világítják ki a tornyot, általában a cseh nemzeti trikolór színeiben.
2012-ben digitális műsorszórásra váltottak és eltávolították az analóg berendezéseket, a felszabadult helyekre a tulajdonos adatközpontokat telepített.

### A „Babák”
2000-ben tíz darab, üvegszálas anyagból készült, kúszó-mászó csecsemőket ábrázoló szobrot ("Miminka") illesztettek a torony külső részeire, melyek David Černý cseh művész alkotásai. Az eredetileg csupán ideiglenes installációnak szánt látványosság nagy népszerűségnek örvendett, így 2001-ben visszahelyezték őket, immáron állandó jelleggel. 2017-ben tisztítási, valamint állapotfelmérési célból eltávolították őket, és az eredetiek nem is kerültek vissza többé, miután úgy döntöttek, hogy másolatokkal helyettesítik őket 2019-ben, az eredetieket pedig maga Černý kapta vissza.

### Fogadtatása
Habár a kommunista államberendezkedés miatt hivatalosan nem lehetett bírálni, az építmény korai éveiben "fű alatt" számos gúnynevet és kritikát kapott, főként a szükségtelen megalománia és a prágai városkép megbontása miatt, valamint mert az alapjait egy régi zsidó temetőre fektették le, amely során rengeteg sírt megsemmisítettek vagy megrongáltak, a maradványokat pedig hulladéklerakóba szállították el. A 2000-es évektől a torony megítélése (részben a "Babák" hatására) pozitív irányba változott, újabban jelentős turisztikai látványosság. 2007-ben a The Guardian lap egyenesen Prága legjelentősebb látnivalójának nyilvánította az építményt.

## Fordítás
- Ez a szócikk részben vagy egészben  a(z)   Žižkov Television Tower című angol Wikipédia-szócikk ezen változatának fordításán alapul.  Az eredeti cikk szerkesztőit annak laptörténete sorolja fel. Ez a jelzés csupán a megfogalmazás eredetét és a szerzői jogokat jelzi, nem szolgál a cikkben szereplő információk forrásmegjelöléseként.